# دوبرووینو
دوبرووینو (به لاتین: Dubrovino) یک منطقهٔ مسکونی در روسیه است که در سرزمین آلتای واقع شده‌است.